# ITF Women’s Circuit 2009 (Oktober–Dezember)
In den folgenden Tabellen werden die Tennisturniere des vierten Quartals des ITF Women’s Circuit 2009 dargestellt.

## Turnierplan
| Kategorien |
| ---------- |
| $100.000   |
| $75.000    |
| $50.000    |
| $25.000    |
| $10.000    |

### Oktober
| Datum 1 | Turnierort                                                              | Siegerin Einzel            | Siegerinnen Doppel                             |
| ------- | ----------------------------------------------------------------------- | -------------------------- | ---------------------------------------------- |
| 05.10.  | Tokio Rakuten Open Tennis 2009                                          | Julie Coin                 | Chan Yung-jan Ayumi Morita                     |
| 05.10.  | Jounieh ITF Jounieh $75.000 2009                                        | Alexandra Dulgheru         | Marija Korytzewa Darja Kustawa                 |
| 05.10.  | Troy                                                                    | Alison Riske               | Petra Rampre Nicole Rottmann                   |
| 05.10.  | Barnstaple                                                              | Johanna Larsson            | Johanna Larsson Anna Smith                     |
| 05.10.  | Limoges                                                                 | Claire Feuerstein          | Jelena Tschalowa Oksana Kalaschnikowa          |
| 05.10.  | Mount Gambier                                                           | Sacha Hughes               | Olivia Rogowska Emily Webley-Smith             |
| 05.10.  | Mexiko-Stadt                                                            | Frederica Piedade          | María Fernanda Álvarez Terán Frederica Piedade |
| 05.10.  | Podgorica                                                               | Renata Voráčová            | Nicole Clerico Karolina Kosińska               |
| 05.10.  | Noida                                                                   | Poojashree Venkatesha      | Moe Kawatoko Miki Miyamura                     |
| 05.10.  | Williamsburg                                                            | Beatrice Capra             | Ana-Maria Moura Gira Schofield                 |
| 05.10.  | Les Franqueses del Vallès                                               | Irina Ramialison           | Ximena Hermoso Garbiñe Muguruza                |
| 05.10.  | Belek                                                                   | Nanuli Pipiya              | Mihaela Buzărnescu Kateřina Vaňková            |
| 05.10.  | Foggia                                                                  | Anna-Giulia Remondina      | Gioia Barbieri Anastasia Grymalska             |
| 12.10.  | Joué-lès-Tours                                                          | Sofia Arvidsson            | Yulia Fedossova Selima Sfar                    |
| 12.10.  | Kansas City                                                             | Regina Kulikowa            | Lilia Osterloh Anna Tatischwili                |
| 12.10.  | Madrid                                                                  | Anna Floris                | Darja Kustawa Renata Voráčová                  |
| 12.10.  | Lagos                                                                   | Zuzana Kučová              | Nina Brattschikowa Anna Gerasimou              |
| 12.10.  | Port Pirie                                                              | Sacha Hughes               | Erika Sema Yurika Sema                         |
| 12.10.  | Pune                                                                    | Miki Miyamura              | Moe Kawatoko Miki Miyamura                     |
| 12.10.  | Cleveland                                                               | Jamie Hampton              | Jamie Hampton Grace Min                        |
| 12.10.  | Bauru                                                                   | Verónica Cepede Royg       | Veronica Spiegel Emilia Yorio                  |
| 12.10.  | Mexiko-Stadt                                                            | Marcall Harkins            | Dominika Dieskova Daniela Munoz-Gallegos       |
| 12.10.  | Charkiw                                                                 | Ljudmyla Kitschenok        | Ljudmyla Kitschenok Nadija Kitschenok          |
| 12.10.  | Mytilini                                                                | Jacelyn Rae                | Olga Brózda Justyna Jegiołka                   |
| 12.10.  | Settimo San Pietro                                                      | Elisa Balsamo              | Giulia Gatto-Monticone Federica Quercia        |
| 12.10.  | Belek                                                                   | Maria-Teresa Torro-Flor    | Cagla Buyukakcay Albina Xabibulina             |
| 12.10.  | Dubrovnik                                                               | Aleksandra Krunic          | Michaela Hončová Karin Morgošová               |
| 19.10.  | Saint-Raphaël                                                           | Pauline Parmentier         | Claire Feuerstein Stéphanie Foretz             |
| 19.10.  | Glasgow                                                                 | Johanna Larsson            | Emma Laine Melanie South                       |
| 19.10.  | Lagos                                                                   | Zuzana Kučová              | Nina Brattschikowa Anna Gerasimou              |
| 19.10.  | Pretoria                                                                | Irina Ramialison           | Sina Haas Piia Suomalainen                     |
| 19.10.  | Belo Horizonte                                                          | Roxane Vaisemberg          | Monique Albuquerque Roxane Vaisemberg          |
| 19.10.  | Thessaloniki                                                            | Olga Brozda                | Diana Enache Camelia-Elena Hristea             |
| 19.10.  | Sevilla                                                                 | Lara Arruabarrena          | Sara Del Barrio-Aragon Nicolette van Uitert    |
| 19.10.  | Belek                                                                   | Cristina Dinu              | Hanna Orlik Kateřina Vaňková                   |
| 19.10.  | Dubrovnik                                                               | Matea Mezak                | Réka Luca Jani Conny Perrin                    |
| 19.10.  | Santa Cruz de la Sierra                                                 | Verónica Cepede Royg       | Lucia Jara-Lozano Claudia Razzeto              |
| 26.10.  | St. Ulrich in Gröden Internazionali di Tennis Val Gardena/Südtirol 2009 | Barbora Záhlavová-Strýcová | Timea Bacsinszky Tathiana Garbin               |
| 26.10.  | Poitiers Internationaux Féminins de la Vienne 2009                      | Jelena Dokić               | Julie Coin Marie-Eve Pelletier                 |
| 26.10.  | Bayamón                                                                 | Rossana de los Ríos        | Kimberly Couts Heidi El Tabakh                 |
| 26.10.  | Istanbul                                                                | Maret Ani                  | Nina Brattschikowa Xenija Palkina              |
| 26.10.  | Tel Aviv-Jaffa                                                          | Keren Shlomo               | Chen Astrogo Keren Shlomo                      |
| 26.10.  | Vila Real de Santo António                                              | Nathalie Piquion           | Claire Lablans Kinnie Laisné                   |
| 26.10.  | Stockholm                                                               | Ljudmyla Kitschenok        | Ljudmyla Kitschenok Nadija Kitschenok          |
| 26.10.  | Pretoria                                                                | Chanel Simmonds            | Erica Krisan Welma Luus                        |
| 26.10.  | Monastir                                                                | Elise Tamaela              | Elise Tamaela Nicole Thyssen                   |
| 26.10.  | Fortaleza                                                               | Roxane Vaisemberg          | Nathalia Rossi Emilia Yorio                    |
| 26.10.  | Volos                                                                   | Giulia Gasparri            | Olga Brózda Justyna Jegiołka                   |
| 26.10.  | Sant Cugat del Vallès                                                   | Benedetta Davato           | Giulia Gatto-Monticone Federica Quercia        |

### November
| Datum 1 | Turnierort                                           | Siegerin Einzel            | Siegerinnen Doppel                         |
| ------- | ---------------------------------------------------- | -------------------------- | ------------------------------------------ |
| 02.11.  | Taipeh OEC Taipei Ladies Open 2009                   | Chan Yung-jan              | Chan Yung-jan Chuang Chia-jung             |
| 02.11.  | Ismaning                                             | Barbora Záhlavová-Strýcová | Eleni Daniilidou Jasmin Wöhr               |
| 02.11.  | Nantes                                               | Arantxa Rus                | Lucie Hradecká Michaela Paštiková          |
| 02.11.  | Rock Hill                                            | Sacha Hughes               | Sharon Fichman Anna Tatischwili            |
| 02.11.  | Mallorca                                             | Sandra Soler-Sola          | Katerina Herth Anastasiya Lytovchenko      |
| 02.11.  | Sunderland                                           | Tímea Babos                | Jennifer Ren Jessica Ren                   |
| 02.11.  | Kuching                                              | Lavinia Tananta            | Lavinia Tananta Romana Tedjakusuma         |
| 02.11.  | El Menzah                                            | Ganna Piven                | Elise Tamaëla Nicole Thyssen               |
| 02.11.  | Buenos Aires                                         | Paula Ormaechea            | Luciana Sarmenti Emilia Yorio              |
| 02.11.  | Bogotá                                               | Andrea Koch-Benvenuto      | Karen Castiblanco Andrea Koch-Benvenuto    |
| 09.11.  | Phoenix                                              | Varvara Lepchenko          | Sharon Fichman Mashona Washington          |
| 09.11.  | Minsk                                                | Anna Lapuschtschenkowa     | Ljudmyla Kitschenok Nadija Kitschenok      |
| 09.11.  | Le Havre                                             | Eliza Kostowa              | Mihaela Buzărnescu Marina Melnikowa        |
| 09.11.  | Jersey                                               | Matea Mezak                | Kiki Bertens Daniëlle Harmsen              |
| 09.11.  | Mallorca                                             | Martina Di Giuseppe        | Romina Oprandi Laura Pous Tió              |
| 09.11.  | Manila                                               | Lee Ye-ra                  | Kim Sun-jung Lee Ye-ra                     |
| 09.11.  | Itajaí                                               | Tatiana Búa                | Ana-Clara Duarte Fernanda Hermenegildo     |
| 16.11.  | Toronto                                              | Camila Giorgi              | Maureen Drake Marianne Jodoin              |
| 16.11.  | Bratislava                                           | Jewgenija Rodina           | Sofia Arvidsson Michaëlla Krajicek         |
| 16.11.  | Pune                                                 | Rika Fujiwara              | Nicole Clerico Anastassija Wassyljewa      |
| 16.11.  | Opole                                                | Sandra Záhlavová           | Ana Jovanović Justine Ozga                 |
| 16.11.  | Esperance                                            | Olivia Rogowska            | Shannon Golds Olivia Rogowska              |
| 16.11.  | Kairo                                                | Nathalie Piquion           | Mihaela Buzărnescu Laura Thorpe            |
| 16.11.  | Manila                                               | Liu Shaozhuo               | Han Na-lae Yoo Mi                          |
| 16.11.  | Hyōgo                                                | Kotomi Takahata            | Yoshimi Kawasaki Kotomi Takahata           |
| 16.11.  | Asunción                                             | Paula Ormaechea            | Vanesa Furlanetto Andrea Koch-Benvenuto    |
| 16.11.  | Équeurdreville                                       | Constance Sibille          | Elixane Lechemia Constance Sibille         |
| 23.11.  | Toyota Dunlop World Challenge Tennis Tournament 2009 | Kimiko Date-Krumm          | Marina Eraković Tamarine Tanasugarn        |
| 23.11.  | Kalgoorlie                                           | Alicia Molik               | Hayley Ericksen Shannon Golds              |
| 23.11.  | Puebla                                               | Naomi Broady               | Amanda Fink Elizabeth Lumpkin              |
| 23.11.  | La Vall d’Uixó                                       | Laura Thorpe               | Lara Arruabarrena Amanda Carreras          |
| 23.11.  | Lima                                                 | Carla Lucero               | Cecilia Costa Melgar Andrea Koch-Benvenuto |
| 30.11.  | Přerov                                               | Claire Feuerstein          | Sandra Klemenschits Andreja Klepač         |
| 30.11.  | Bendigo                                              | Alicia Molik               | Irena Pavlovic Arina Rodionowa             |
| 30.11.  | Buenos Aires                                         | Rossana de los Ríos        | Mailen Auroux Veronica Spiegel             |
| 30.11.  | Havanna                                              | Naomi Broady               | Mariana Correa Angelina Gabujewa           |
| 30.11.  | Poza Rica                                            | Claire de Gubernatis       | Maria Fernanda Alves Paula Zabala          |
| 30.11.  | La Serena                                            | Veronica Cepede Royg       | Fernanda Brito Veronica Cepede Royg        |

### Dezember
| Datum 1 | Turnierort                             | Siegerin Einzel  | Siegerinnen Doppel                         |
| ------- | -------------------------------------- | ---------------- | ------------------------------------------ |
| 07.12.  | Benicarló                              | Laura Pous Tió   | Romina Oprandi Laura Pous Tió              |
| 07.12.  | Santiago de Chile                      | Ana-Clara Duarte | Ana-Clara Duarte Veronica Spiegel          |
| 07.12.  | Havanna                                | Naomi Broady     | Yana Koroleva Paula-Catalina Robles-Garcia |
| 07.12.  | Xalapa                                 | Julia Cohen      | Amanda Fink Elizabeth Lumpkin              |
| 14.12.  | Dubai Al Habtoor Tennis Challenge 2009 | Regina Kulikowa  | Julia Görges Oksana Kalaschnikowa          |
| 14.12.  | Quito                                  | Andrea Gámiz     | Mariana Correa Andrea Koch-Benvenuto       |
| 14.12.  | Veracruz                               | Hsu Chieh-yu     | Dominika Diesková Mashona Washington       |
| 14.12.  | Vinaròs                                | Garbiñe Muguruza | Lynn Schonhage Elise Tamaela               |